# Monòmer
Un monòmer és una molècula de petita massa molecular que unida a altres monòmers, de vegades cents o milers, mitjançant enllaços químics, generalment covalents, formen macromolècules anomenades polímers.
Els monòmers estan fets fonamentalment, d'àtoms de carboni i d'hidrogen.
La paraula monòmer procedeix del grec -mono (un) i mer (part).
La unió de pocs monòmers, generalment menys de 10, formen els oligòmers, que poden ser dímers, trímers, tetràmers, pentàmers...
Exemples de monòmers:
- La glucosa és el monòmer del midó.
- Els aminoàcids són els monòmers de les proteïnes.
- Els nucleòtids són els monòmers dels àcids nucleics.

En la fabricació de plàstic com el polietilè o el polipropilè s'utilitzen monòmers per a unir l'etilè o propile, segons sigui el cas.